# Gran Premio de las Naciones de Motociclismo de 1969
El Gran Premio de las Naciones de Motociclismo de 1969 fue la decimoprimera prueba de la temporada 1969 del Campeonato Mundial de Motociclismo. El Gran Premio se disputó el 7 de septiembre de 1969 en el Autodromo Enzo e Dino Ferrari.
30,000 espectadores acudieron a la primera aparición del Autodromo Enzo e Dino Ferrari en el Mundial de Motociclismo. Domenico Agusta no estuvo de acuerdo y dejó sus motos en el Autodromo Nazionale di Monza por lo que Giacomo Agostini se quedó en casa. Los títulos mundiales de 50cc y de 250cc todavía no se decidieron.

## Resultados 500cc
En 500 cc y debido a la ausencia de las MV Agusta, los pilotos de segunda fila pudieron luchar por la victoria. Alberto Pagani ganó la carrera con su LinTo exactamente 20 años después de que su padre Nello Pagani lo hiciera con un Gilera de cuatro cilindros. LinTo casi copa los dos primeros puesto del podio pero John Dodds tuvo que bajar de la segunda a la tercera posición debido a problemas de carburación. Tercero acabó Gilberto Milani con el 382cc - Aermacchi.
| Pos.    | Piloto             | Equipo           | Tiempo     | Pts. |
| ------- | ------------------ | ---------------- | ---------- | ---- |
| 1       | Alberto Pagani     | LinTo            | 1h 12' 02" | 15   |
| 2       | Gilberto Milani    | Aermacchi        | +1' 01" 6  | 12   |
| 3       | John Dodds         | LinTo            | +1' 17" 7  | 10   |
| 4       | Terry Dennehy      | Drixton-Honda    | +1 Vuelta  | 8    |
| 5       | Brian Steenson     | Seeley           | +1 Vuelta  | 6    |
| 6       | Ron Chandler       | Seeley           | +1 Vuelta  | 5    |
| 7       | Gyula Marsovszky   | LinTo            | +1 Vuelta  | 4    |
| 8       | Paolo Campanelli   | Seeley           | +1 Vuelta  | 3    |
| 9       | Theo Louwes        | Norton           | +1 Vuelta  | 2    |
| 10      | Hannu Kuparinen    | Matchless        | +1 Vuelta  | 1    |
| 11      | Phil O'Brien       | Matchless        | +1 Vuelta  |      |
| 12      | Vittorio Brambilla | Paton            | +1 Vuelta  |      |
| 13      | Lewis Young        | Matchless        | +2 Vueltas |      |
| 14      | Pentti Lehtelä     | Matchless        | +2 Vueltas |      |
| Ret     | Karl Auer          | Matchless        | Ret        |      |
| Ret     | Jack Findlay       | LinTo            | Ret        |      |
| Ret     | Barry Scully       | Norton           | Ret        |      |
| Ret     | Billie Nelson      | Paton            | Ret        |      |
| Ret     | Dan Shorey         | Seeley-Matchless | Ret        |      |
| Ret     | Godfrey Nash       | Norton           | Ret        |      |
| Ret     | Maurice Hawthorne  | LinTo            | Ret        |      |
| Ret     | Percy Tait         | Triumph          | Ret        |      |
| Ret     | Emanuele Maugliani | Norton           | Ret        |      |
| Ret     | Franco Trabalzini  | Paton            | Ret        |      |
| Ret     | Giuseppe Mandolini | Moto Guzzi       | Ret        |      |
| Ret     | Keith Turner       | LinTo            | Ret        |      |
| Fuente: |                    |                  |            |      |

## Resultados 350cc
Al igual que en la carrera de 250cc, Phil Read con su Yamaha no pudo ser vencido por nadie en Italia. Tuvo un mal comienzo y tuvo que hacer una parada en boxes para arreglar un escape, pero aun así ganó. A Silvio Grassetti también le resultó difícil escapar con su Jawa V4, pero se defendió en el segundo lugar. Walter Scheimann llegó tercero con una Yamaha. Jack Findlay fue ingresado en el hospital después de una caída.
| Pos. | Piloto             | Equipo            | Tiempo     | Pts. |
| ---- | ------------------ | ----------------- | ---------- | ---- |
| 1    | Phil Read          | Yamaha            | 55' 46" 7  | 15   |
| 2    | Silvio Grassetti   | Jawa              | +3" 8      | 12   |
| 3    | Walter Scheimann   | Yamaha            | +1' 12" 4  | 10   |
| 4    | Silvano Bertarelli | Aermacchi         | +1' 23" 6  | 8    |
| 5    | Martti Pesonen     | Yamaha            | +1' 31" 6  | 6    |
| 6    | Bruno Spaggiari    | Ducati            | +1' 57" 9  | 5    |
| 7    | Bohumil Staša      | ČZ                | +1 Vuelta  | 4    |
| 8    | Ginger Molloy      | Bultaco           | +1 Vuelta  | 3    |
| 9    | Lewis Young        | Aermacchi         | +1 Vuelta  | 2    |
| 10   | Jim Curry          | Metisse-Aermacchi | +1 Vuelta  | 1    |
| 11   | Phil O'Brien       | Aermacchi         | +1 Vuelta  |      |
| 12   | Jerry Lancaster    | Aermacchi         | +1 Vuelta  |      |
| 13   | Jean Campiche      | Aermacchi         | +2 Vueltas |      |
| 14   | L. Pitoli          | Aermacchi         | +1 Vuelta  |      |
| Ret  | Jack Findlay       | Jawa              | Ret        |      |
| Ret  | Brian Steenson     | Aermacchi         | Ret        |      |

## Resultados 250cc
El británico Phil Read volvió a ganar. Solo había participado en TT Isla de Man en 1969, pero había fallado en las dos clases en las que participó. Read estaba enojado con Benelli porque esa marca no había estado dispuesta a darle una máquina de fábrica para el GP de Italia por lo que corrió por Yamaha. Aun así tuvo que pelear con el neozelandés Keo Carruthers, una batalla en la que rompieron el viejo récord de vuelta de Mike Hailwood. Kent Andersson, el mayor competidor de Carruthers, terminó tercero. En el entrenamiento Walter Villa piloto la nueva  Moto Villa V4 con refrigeración por aire, pero en la carrera usó el piloto de producción de un solo cilindro, lo que lo convirtió en noveno. El título mundial se decidiría en el Yugoslavia, porque Santiago Herrero (quinto en esta carrera) encabezaba la general con 83 puntos, pero Kel Carruthers y Kent Andersson tenían 82.
| Pos. | Piloto            | Equipo          | Tiempo     | Pts. |
| ---- | ----------------- | --------------- | ---------- | ---- |
| 1    | Phil Read         | Yamaha          | 45' 37" 8  | 15   |
| 2    | Kel Carruthers    | Benelli         | +0" 2      | 12   |
| 3    | Kent Andersson    | Yamaha          | +50" 8     | 10   |
| 4    | Börje Jansson     | Kawasaki-Yamaha | +1' 35" 4  | 8    |
| 5    | Santiago Herrero  | OSSA            | +1' 40" 1  | 6    |
| 6    | Heinz Rosner      | MZ              | +2' 02" 1  | 5    |
| 7    | László Szabó      | MZ              | +1 Vuelta  | 4    |
| 8    | Dave Simmonds     | Kawasaki        | +1 Vuelta  | 3    |
| 9    | Walter Villa      | Villa           | +1 Vuelta  | 2    |
| 10   | Karel Bojer       | ČZ              | +1 Vuelta  | 1    |
| 11   | František Šťastný | Yamaha          | +1 Vuelta  |      |
| 12   | Mustapha Moulay   | Yamaha          | +1 Vuelta  |      |
| 13   | Larbi Habbiche    | Yamaha          | +1 Vuelta  |      |
| 14   | Siegfried Lohmann | Suzuki          | +2 Vueltas |      |

## Resultados 125cc
En el octavo de litro, el campeón mundial Dave Simmonds volvió a ser inaccesible. La batalla estuvo por el segundo lugar entre László Szabó (MZ) y tres autoconstructores: los hermanos Walter y Francesco Villa y la de Heinz Kriwanek. Szabó finalmente llegó en segundo lugar porque Walter Villa tuvo problemas con su acoplamiento y Francesco tuvo que detenerse porque una mariposa se había aplastado contra sus gafas, aunque entraría tercero.
| Pos. | Piloto              | Moto      | Tiempo    | Pts. |
| ---- | ------------------- | --------- | --------- | ---- |
| 1    | Dave Simmonds       | Kawasaki  | 40' 50" 3 | 15   |
| 2    | László Szabó        | MZ        | +33" 9    | 12   |
| 3    | Francesco Villa     | Villa     | +54" 6    | 10   |
| 4    | Walter Villa        | Villa     | +1' 28" 6 | 8    |
| 5    | Ryszard Mankiewicz  | MZ        | +1' 34" 1 | 6    |
| 6    | Silvano Bertarelli  | Aermacchi | +1' 34" 2 | 5    |
| 7    | Ginger Molloy       | Bultaco   | +1' 37" 1 | 4    |
| 8    | Giuseppe Mandolini  | Villa     | +2' 03" 6 | 3    |
| 9    | John Dodds          | Aermacchi | +1 Vuelta | 2    |
| 10   | Heinz Kriwanek      | Rotax     | +1 Vuelta | 1    |
| 11   | Giuseppe Consalvi   | Villa     | +1 Vuelta |      |
| 12   | D. Ascari           | Montesa   | +1 Vuelta |      |
| 13   | Jean-Louis Pasquier | Bultaco   | +1 Vuelta |      |
| 14   | Bob Coulter         | Bultaco   | +1 Vuelta |      |
| 15   | Siegfried Lohmann   | MZ        | +1 Vuelta |      |
| 16   | Bruno Veigel        | Honda     | +1 Vuelta |      |

## Resultados 50cc
En la categoría menor cilindrada, Aalt Toersen había recibido un nuevo motor de refrigeración por agua de Van Veen. Tanto él como Paul Lodewijkx comenzaron muy mal por lo que los pilotos de Derbi Barry Smith y Ángel Nieto se pudieran escapar. Nieto realizó la vuelta más rápida, pero cayó en la octava vuelta. En la ronda final, Barry Smith, quien ya tenía una ventaja de 15 segundos, también tuvo mala suerte. Con un pistón roto, consiguió llegar hasta el final, pero Lodewijkx se acercó y logró ganar con una diferencia de 0.7 segundos. Mientras tanto, Toersen logró el tercer puesto al quitarse de encima el control de Rudolf Kunz, que se tuvo que retirar. Sin embargo, Kunz también se retiró. En la general, Aalt Toersen todavía lideraba la general pero solo tenía un punto de ventaja sobre Ángel Nieto y Barry Smith.
| Pos. | Piloto               | Moto       | Tiempo    | Pts. |
| ---- | -------------------- | ---------- | --------- | ---- |
| 1    | Paul Lodewijkx       | Jamathi    | 26' 57" 8 | 15   |
| 2    | Barry Smith          | Derbi      | +0" 7     | 12   |
| 3    | Aalt Toersen         | Kreidler   | +6" 4     | 10   |
| 4    | Jan de Vries         | Kreidler   | +26" 4    | 8    |
| 5    | Ludwig Fassbender    | Kreidler   | +51" 9    | 6    |
| 6    | Silvano Bertarelli   | Minarelli  | +58" 6    | 5    |
| 7    | Franco Ringhini      | Morbidelli | +1' 22"   | 4    |
| 8    | Jan Huberts          | Kreidler   | +2' 08" 3 | 3    |
| 9    | Luigi Rinaudo        | Tomos      | +2' 21" 3 | 2    |
| 10   | Janko-Florijan Štefe | Tomos      | +1 Vuelta | 1    |
| 11   | Herbert Denzler      | Kreidler   | +1 Vuelta |      |
| 12   | Bruno Veigel         | Honda      | +1 Vuelta |      |
| 13   | Angelo Orsenigo      | Guazzioni  | +1 Vuelta |      |
| 14   | Mohamed Mokfi        | Guazzioni  | +1 Vuelta |      |
| 15   | Adrian Bernetic      | Tomos      | +1 Vuelta |      |
| Ret  | Ángel Nieto          | Minarelli  | Ret       |      |
| Ret  | Rudolf Kunz          | Kreidler   | Ret       |      |